# Critics’ Choice Television Awards 2016 (Dezember)

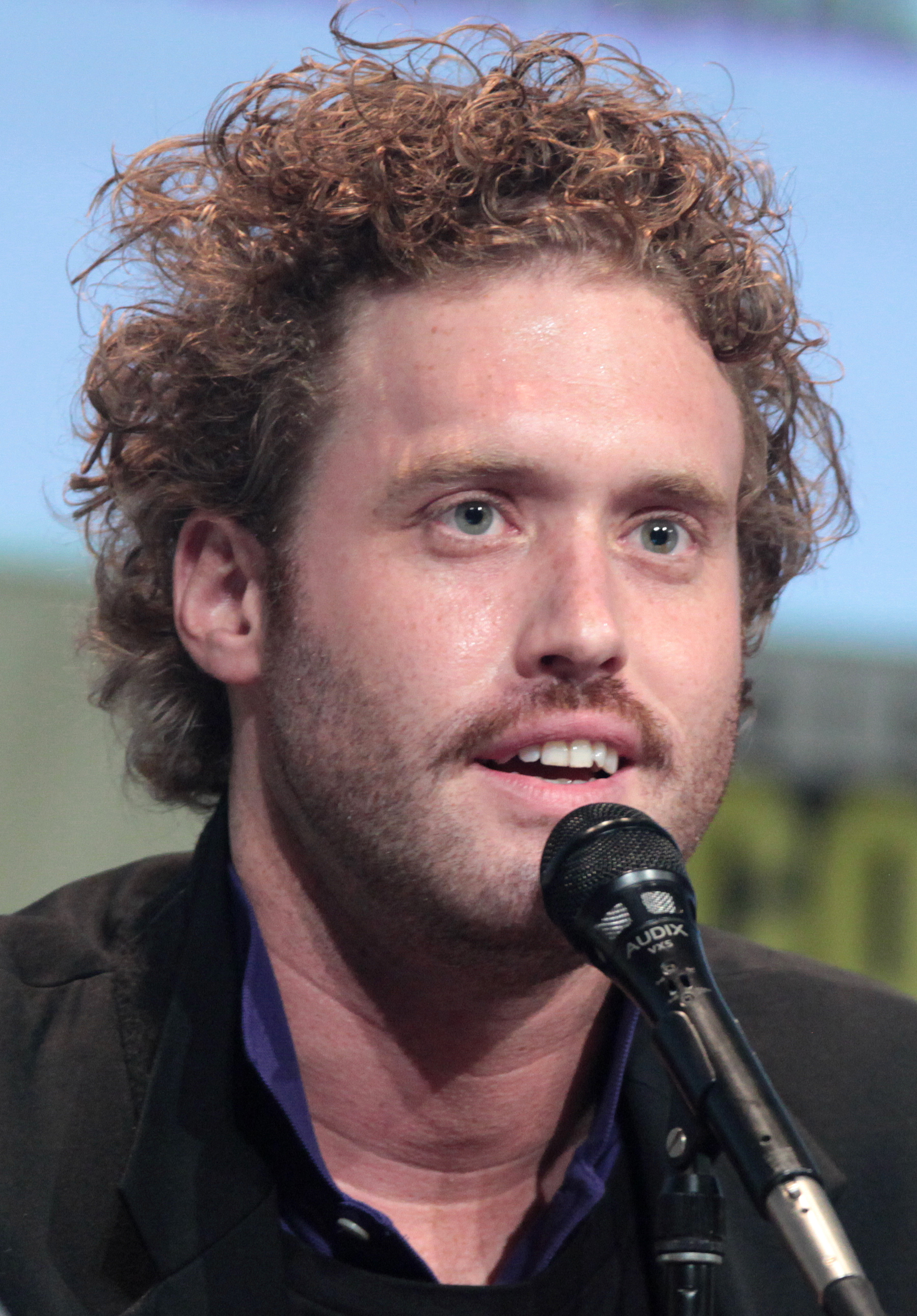
T. J. Miller, Moderator der Verleihung

Die 7. Verleihung der US-amerikanischen Critics’ Choice Television Awards, die jährlich von der Broadcast Television Journalists Association (BTJA) vergeben werden, fand am 11. Dezember 2016 im Barker Hangar auf dem Santa Monica Municipal Airport im kalifornischen Santa Monica statt. Sowohl die sechste als auch die siebte Verleihung fand im Jahr 2016 statt, da sie um einen Monat nach vorne gezogen wurde. Die Verleihung wurde bereits zum zweiten Mal vom Komiker und Schauspieler T. J. Miller moderiert und wurde live vom US-Kabelsender A&E ausgestrahlt.
Die Nominierungen wurden am 14. November 2016 bekanntgegeben. Berücksichtigt wurden Programme, die im Zeitraum vom 1. Januar 2016 bis zum 31. Dezember 2016 in der Hauptsendezeit ausgestrahlt worden sind. Die Kategorie Vielversprechendste neue Serie wird voraussichtlich Anfang September 2017 separat vergeben.

## Übersicht
| Serie/Film                 | N | A |
| -------------------------- | - | - |
| American Crime Story       | 6 | 4 |
| Game of Thrones            | 5 | 1 |
| Unbreakable Kimmy Schmidt  | 5 | 1 |
| The Night Manager          | 5 | 0 |
| Der lange Weg              | 4 | 0 |
| House of Cards             | 4 | 0 |
| Roots                      | 4 | 0 |
| Veep – Die Vizepräsidentin | 4 | 0 |
| Saturday Night Live        | 3 | 2 |
| Westworld                  | 3 | 2 |
| American Crime             | 3 | 1 |
| Better Call Saul           | 3 | 1 |
| The Crown                  | 3 | 1 |
| Black-ish                  | 3 | 0 |
| Killing Reagan             | 3 | 0 |
| Modern Family              | 3 | 0 |
| Mr. Robot                  | 3 | 0 |
| Ray Donovan                | 3 | 0 |

Am häufigsten nominiert wurde mit 6 Nennungen die erste Staffel der Anthologie-Serie American Crime Story, die in den USA den Untertitel The People v. O.J. Simpson trägt und über den Strafprozess gegen O. J. Simpson handelt. Dahinter folgen mit je 5 Nominierungen Game of Thrones von HBO, die britisch-US-amerikanische Co-Produktion The Night Manager und die zweite Staffel der Netflix-Comedyserie Unbreakable Kimmy Schmidt. Der HBO-Fernsehfilm Der lange Weg über die Präsidentschaft Lyndon B. Johnsons, die vierte Staffel der Politserie House of Cards, die Miniserie Roots – eine Neuverfilmung der gleichnamigen Serie von 1977 – und die fünfte Staffel der Dramedyserie Veep – Die Vizepräsidentin wurden jeweils viermal nominiert.
Der Fernsehmehrteiler American Crime kommt für seine zweite Staffel auf drei Nennungen in der Sparte Fernsehfilm bzw. Miniserie. Ebenfalls dreimal berücksichtigt wurden die Dramaserien Better Call Saul, The Crown, Mr. Robot und Ray Donovan, die ABC-Comedyserien Black-ish und Modern Family, der Fernsehfilm Killing Reagan des National Geographic Channels über das Attentat auf den US-Präsidenten Ronald Reagan, die Sketch-Comedy-Sendung Saturday Night Live und die Debütstaffel der Science-Fiction-Westernserie Westworld.
Berücksichtigung fanden außerdem die FX-Dramaserie Atlanta, die erst im September 2016 als eine der acht vielversprechendsten neuen Serien ausgezeichnet wurde, der Thriller Auf Treu und Glauben, das britische Filmdrama The Dresser (in den USA bei Starz gezeigt) und die britische Comedyserie Fleabag, die auch über den VoD-Anbieter Amazon Video veröffentlicht wurde. Zum ersten Mal unter den Nominierten vertreten sind unter anderem Outlander (2 Nominierungen), Baskets, Blunt Talk, Documentary Now!, Stranger Things und This Is Us – Das ist Leben (je 1).
In der Sparte Fernsehfilm bzw. Miniserie fand außerdem noch die Sherlock-Sonderepisode Die Braut des Grauens Berücksichtigung. Bei den Reality-TV-Formaten erhielten die Castingshows America’s Got Talent, RuPaul’s Drag Race und The Voice je zwei Nominierungen (als Realityshow und für den besten Moderator). Als Moderator von Dancing with the Stars wurde Tom Bergeron bereits zum sechsten Mal als bester Moderator einer Realityshow nominiert, nachdem er bei der letzten Verleihung übergangen worden war. Unter den Talkshows stellten The Daily Show with Trevor Noah (als Nachfolger der Show mit Jon Stewart) und Jimmy Kimmel Live! mit je sieben Nominierungen seit der Gründung des Awards im Jahr 2011 wie im letzten Jahr einen neuen Rekord auf.

## Gewinner und Nominierte

### Sparte Comedy

#### Beste Comedyserie
Silicon Valley
Atlanta
Black-ish
Fleabag
Modern Family
Unbreakable Kimmy Schmidt
Veep – Die Vizepräsidentin (Veep)

#### Bester Hauptdarsteller in einer Comedyserie
Donald Glover – Atlanta
Anthony Anderson – Black-ish
Will Forte – The Last Man on Earth
Bill Hader – Documentary Now!
Patrick Stewart – Blunt Talk
Jeffrey Tambor – Transparent

#### Beste Hauptdarstellerin in einer Comedyserie
Kate McKinnon – Saturday Night Live
Ellie Kemper – Unbreakable Kimmy Schmidt
Julia Louis-Dreyfus – Veep – Die Vizepräsidentin (Veep)
Tracee Ellis Ross – Black-ish
Phoebe Waller-Bridge – Fleabag
Constance Wu – Fresh Off the Boat

#### Bester Nebendarsteller in einer Comedyserie
Louie Anderson – Baskets
Andre Braugher – Brooklyn Nine-Nine
Tituss Burgess – Unbreakable Kimmy Schmidt
Ty Burrell – Modern Family
Tony Hale – Veep – Die Vizepräsidentin (Veep)
T. J. Miller – Silicon Valley

#### Beste Nebendarstellerin in einer Comedyserie
Jane Krakowski – Unbreakable Kimmy Schmidt
Julie Bowen – Modern Family
Anna Chlumsky – Veep – Die Vizepräsidentin (Veep)
Allison Janney – Mom
Judith Light – Transparent
Allison Williams – Girls

#### Beste Gastrolle in einer Comedyserie
Alec Baldwin – Saturday Night Live
Christine Baranski – The Big Bang Theory
Larry David – Saturday Night Live
Lisa Kudrow – Unbreakable Kimmy Schmidt
Liam Neeson – Inside Amy Schumer

### Sparte Drama

#### Beste Dramaserie
Game of Thrones
Better Call Saul
Mr. Robot
Stranger Things
The Crown
This Is Us – Das ist Leben (This Is Us)
Westworld

#### Bester Hauptdarsteller in einer Dramaserie
Bob Odenkirk – Better Call Saul
Sam Heughan – Outlander
Rami Malek – Mr. Robot
Matthew Rhys – The Americans
Liev Schreiber – Ray Donovan
Kevin Spacey – House of Cards

#### Beste Hauptdarstellerin in einer Dramaserie
Evan Rachel Wood – Westworld
Caitriona Balfe – Outlander
Viola Davis – How to Get Away with Murder
Tatiana Maslany – Orphan Black
Keri Russell – The Americans
Robin Wright – House of Cards

#### Bester Nebendarsteller in einer Dramaserie
John Lithgow – The Crown
Peter Dinklage – Game of Thrones
Kit Harington – Game of Thrones
Michael McKean – Better Call Saul
Christian Slater – Mr. Robot
Jon Voight – Ray Donovan

#### Beste Nebendarstellerin in einer Dramaserie
Thandie Newton – Westworld
Christine Baranski – Good Wife (The Good Wife)
Emilia Clarke – Game of Thrones
Lena Headey – Game of Thrones
Maura Tierney – The Affair
Constance Zimmer – UnREAL

#### Beste Gastrolle in einer Dramaserie
Jeffrey Dean Morgan – The Walking Dead
Mahershala Ali – House of Cards
Lisa Bonet – Ray Donovan
Ellen Burstyn – House of Cards
Michael J. Fox – Good Wife (The Good Wife)
Jared Harris – The Crown

### Sparte Fernsehfilm bzw. Miniserie

#### Bester Fernsehfilm oder beste Miniserie
American Crime Story (The People v. O. J. Simpson: American Crime Story)
Der lange Weg (All the Way)
Auf Treu und Glauben (Confirmation)
Killing Reagan
Roots
The Night Manager

#### Bester Hauptdarsteller in einem Fernsehfilm oder einer Miniserie
Courtney B. Vance – American Crime Story (The People v. O. J. Simpson: American Crime Story)
Bryan Cranston – Der lange Weg (All the Way)
Benedict Cumberbatch – Sherlock: Die Braut des Grauens (The Abominable Bride)
Cuba Gooding junior – American Crime Story (The People v. O. J. Simpson: American Crime Story)
Tom Hiddleston – The Night Manager
Tim Matheson – Killing Reagan

#### Beste Hauptdarstellerin in einem Fernsehfilm oder einer Miniserie
Sarah Paulson – American Crime Story (The People v. O. J. Simpson: American Crime Story)
Olivia Colman – The Night Manager
Felicity Huffman – American Crime
Cynthia Nixon – Killing Reagan
Lili Taylor – American Crime
Kerry Washington – Auf Treu und Glauben (Confirmation)

#### Bester Nebendarsteller in einem Fernsehfilm oder einer Miniserie
Sterling K. Brown – American Crime Story (The People v. O. J. Simpson: American Crime Story)
Lane Garrison – Roots
Frank Langella – Der lange Weg (All the Way)
Hugh Laurie – The Night Manager
John Travolta – American Crime Story (The People v. O. J. Simpson: American Crime Story)
Forest Whitaker – Roots

#### Beste Nebendarstellerin in einem Fernsehfilm oder einer Miniserie
Regina King – American Crime
Elizabeth Debicki – The Night Manager
Sarah Lancashire – The Dresser
Melissa Leo – Der lange Weg (All the Way)
Anna Paquin – Roots
Emily Watson – The Dresser

### Sparte Reality-TV

#### Beste Realityshow – Wettbewerb
The Voice
America’s Got Talent
MasterChef Junior
RuPaul’s Drag Race
Skin Wars
The Amazing Race

#### Bester Moderator einer Realityshow
Anthony Bourdain – Anthony Bourdain: Parts Unknown
Ted Allen – Chopped
Tom Bergeron – Dancing with the Stars
Nick Cannon – America’s Got Talent
Carson Daly – The Voice
RuPaul – RuPaul’s Drag Race

### Weitere Kategorien

#### Beste Zeichentrickserie
BoJack Horseman
Archer
Bob’s Burgers
Son of Zorn
South Park
Die Simpsons (The Simpsons)

#### Beste Talkshow
The Late Late Show with James Corden
Full Frontal with Samantha Bee
Jimmy Kimmel Live!
Last Week Tonight with John Oliver
The Daily Show with Trevor Noah
The Tonight Show Starring Jimmy Fallon